# Incendio de Castro de 1936
El incendio de Castro de 1936 fue un siniestro ocurrido el 4 de marzo de dicho año que afectó a una gran parte de la ciudad, en la provincia de Chiloé (Chile).
Este incendio afectó a más de 320 casas y locales comerciales que componían cerca del 80% de la localidad, y destruyó la arquitectura de madera que había en la ciudad.

## Antecedentes
La ciudad de Castro, fundada en 1567, tiene una historia con incendios, donde en 1768 un rayo incendia la iglesia jesuita de la comuna; el 22 de marzo de 1857 ocurre un incendio que destruye el Colegio Franciscano (diseñada en 1767) y casas aledañas, este mismo edificio se ve incendiado nuevamente en 1868 y en 1882. El 20 de julio de 1895 ocurre un incendio que arrasó con toda la ciudad.

## Incendio

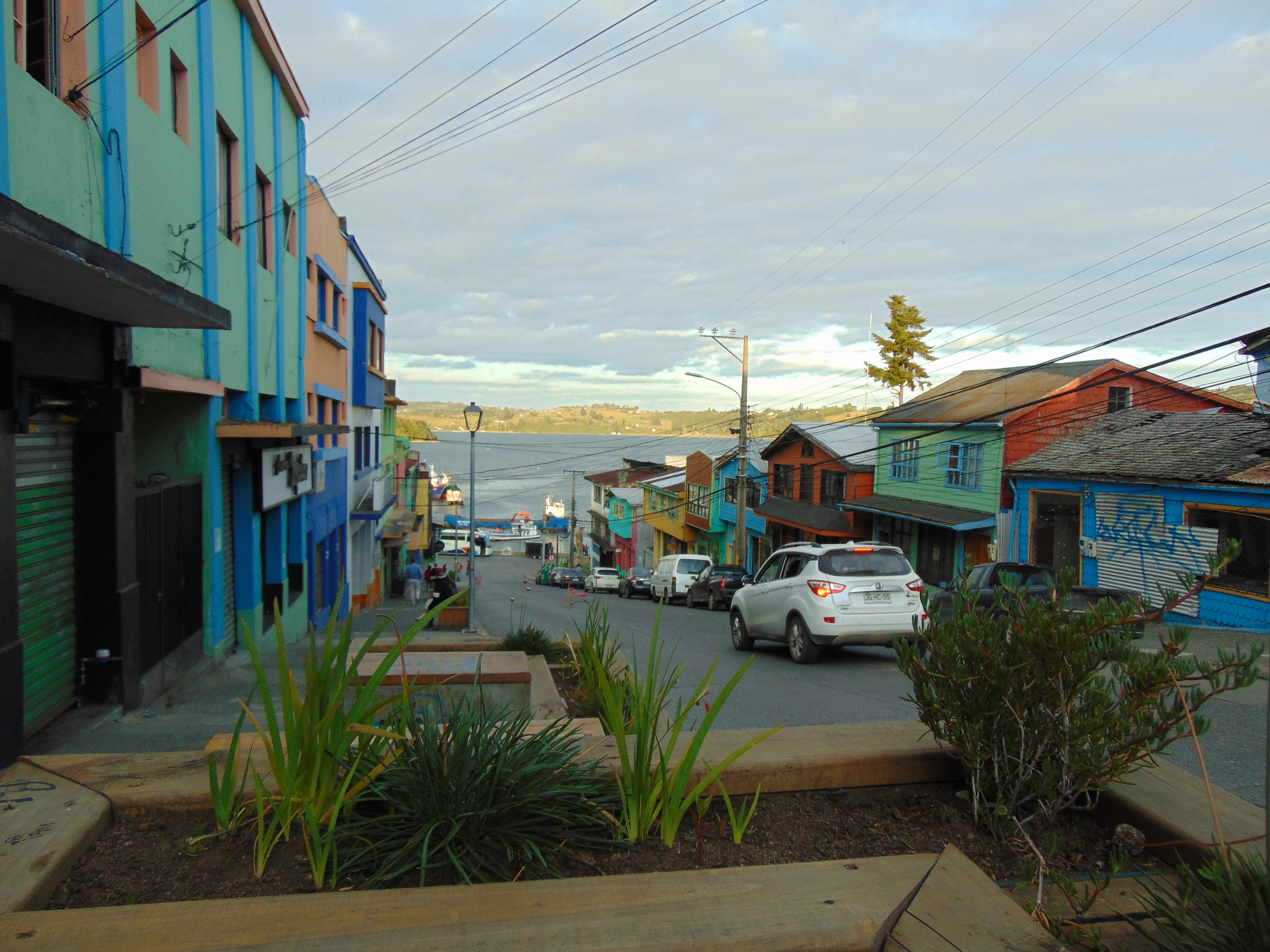
Calle Blanco, una de las vías por las cuales el incendio se desplazó hacia la rivera de la localidad.

Aunque no existe un acuerdo de cómo inició el fuego, el incendio ha sido atribuido a fogones utilizados para secar ropa, lo que potencialmente pudo provocar el incendio. Se han mencionado domicilios en los cuales pudo originarse el fuego desde el centro de la ciudad desplazándose hacia la costa suroeste de la zona.

## Daños
El incendio destruyó más de 320 casas, lo que fue cerca del 80% de la ciudad. El incendio también afectó a embarcaciones presentes en la costa de la ciudad, así como los palafitos. Narraciones de la época mencionan que el fuego se esparció tan rápido por la ciudad, que la gente tuvo que correr de sus casas sin tener el tiempo para evacuar sus enseres. El monto total de los daños fue estimado en alrededor de 8 millones de pesos de la época.

## Repercusiones
Al día siguiente del incendio arribaron las compañías de bomberos de Ancud y Chonchi para apoyar en las tareas de extinción de fuegos restantes. Muchas de las familias de la localidad se vieron desplazadas luego de perder sus hogares.
Cuatro años después del incendio seguían existiendo zonas de la ciudad con restos de edificios quemados que no habían sido removidos. El Estado de Chile logró reunir $67.947 pesos de la época para ser entregados a los damnificados. El dinero fue entregado a la alcaldía; sin embargo, debido a los errores de distribución de los montos, la población damnificada de la comuna criticó fuertemente al gobierno local. Esto llevó a la aprobación de una ley que permitió emitir préstamos estatales de $50.000 pesos.
Este incendio llevó a que se cambiase los materiales utilizados para la construcción de edificios en la comuna, pasando de madera a concreto y acero.

## Tradición popular
Existe el mito en el cual se señala que un animal (se señala en algunas historias que fue un lobo marino) paseó a través de las calles de Castro antes del incendio, llegando a una cuesta y rugiendo para luego retornar al agua, lo que fue tomado por alguna gente como un presagio de tragedia. Otro mito asociado al incendio habla de un "demonio con dos antorchas" que las utilizaba para incendiar los edificios.